# René Liu
René Liu (chino simplificado: 刘若英, chino tradicional: 刘若英, pinyin: Liu Ruòyīng; 1 de junio de 1969) es una actriz y cantante taiwanesa. 

## Carrera
Fue la primera en ganar los premios como la Mejor Actriz en el Festival de Asia Movie Pacífico, tanto en la televisión y producciones cinematográficas. 
También se llevó el premio a la mejor actriz en el Festival de Tokio de 1997. Tiene varios discos a cabo incluyendo "I'm Fine" (wo hen hao) (我 很好).

## Filmografía

### Películas
- Mr & Mrs. Single (2011)
- Love in Space (2011)
- Mayday 3DNA (2011)
- Speed Angels (2011)
- Hot Summer Days (2010)
- Run Papa Run (2008) - Mabel Chan
- Kidnap (2007) - Inspector Ho Yuan-chun
- The Matrimony (2007) - Sansan
- Happy Birthday (2007) - Mi
- A World Without Thieves (2004) - Wang Li
- 20 30 40 (2004) - Xiang Xiang
- The Butterfly Lovers (2004) (voice)
- Double Vision (2002) - Ching-fang
- Migratory Bird (2001)
- X-Roads (2001) - Yang Shao
- Fleeing by Night (2000) - Wei Ying Er
- "April Rhapsody" (2000) TV mini-series - Zhang Youyi
- "Toshinden Subaru, the New Generation" (2000) TV series - Rook Castle
- The Personals (1998) - Dr. Du Jia-zhen
- Murmur of Youth (1997) - Mei-li Chen
- A Chinese Ghost Story: The Tsui Hark Animation (1997) (voice) - Xiaodie
- Tonight Nobody Goes Home (1996) - Xiaoqi
- Accidental Legend (1996)
- Red Persimmon (1996)
- Thunder Cop (1996) - Liu, Mei-Ying
- The Peony Pavilion  (1995) - The pop singer Liu Yu-mei
- Siao Yu (1995) - Lin Siao Yu
- Don't Cry, Nanking (1995) - Shuqin

### Apariciones en programas de variedades
| Año  | Programa   | Notas    |
| ---- | ---------- | -------- |
| 2018 | Happy Camp | invitada |